# Leucoagaricus meleagris
Leucoagaricus meleagris är en svampart som först beskrevs av James Sowerby, och fick sitt nu gällande namn av Rolf Singer 1952. Leucoagaricus meleagris ingår i släktet Leucoagaricus och familjen Agaricaceae.  Arten är reproducerande i Sverige. Inga underarter finns listade i Catalogue of Life.

## Bildgalleri

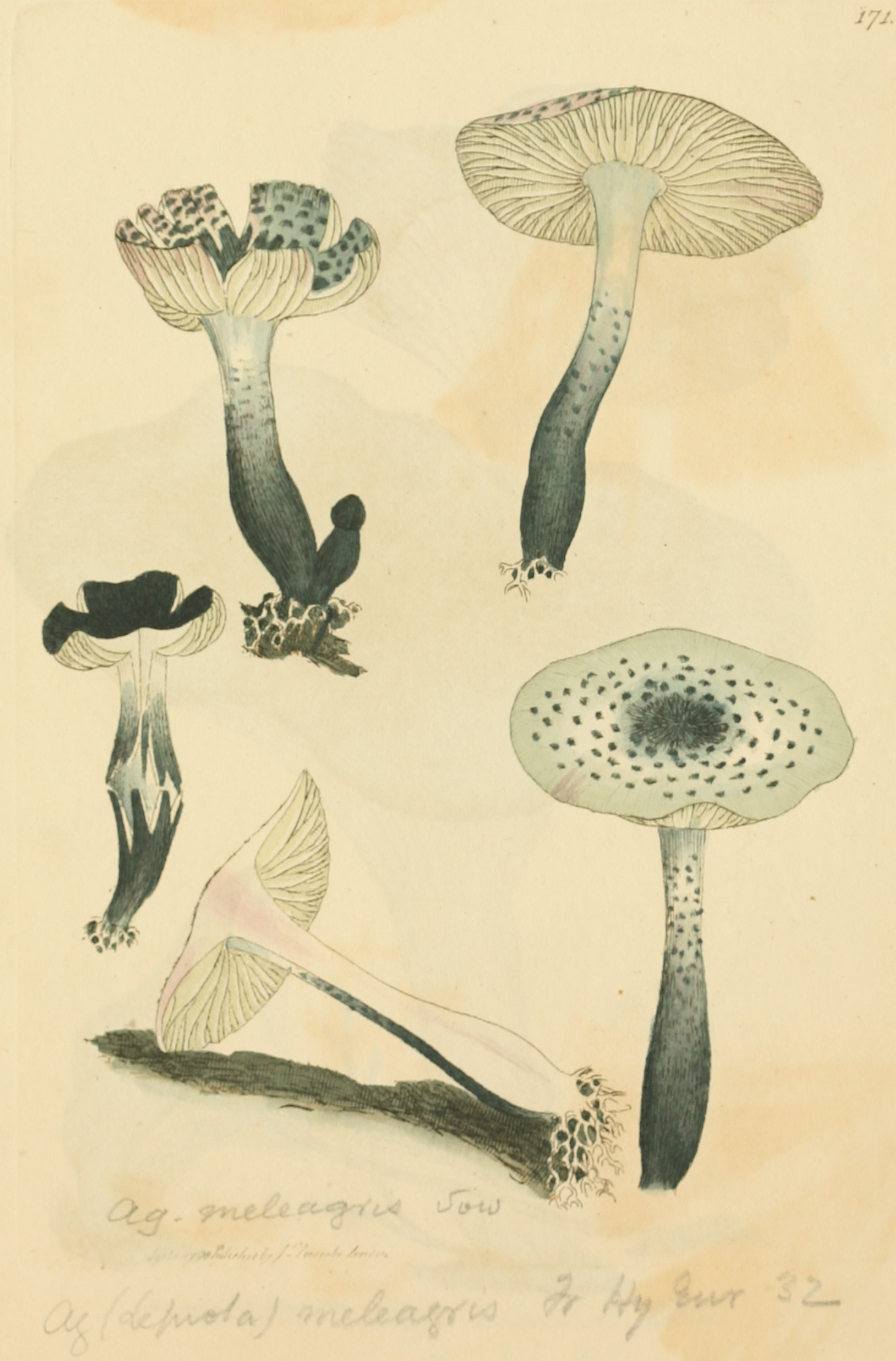